# Acquanegra sul Chiese
Acquanegra sul Chiese – miejscowość i gmina we Włoszech, w regionie Lombardia, w prowincji Mantua.
Według danych na rok 2004 gminę zamieszkiwało 2936 osób, 104,9 os./km².